# باغتشة (غوغر)
باغتشة (بالفارسية: باغچه) هي قرية تقع في إيران في قسم غوغر الريفي.